# Rohrbacher Miklós
Rohrbacher Miklós (Tata, 1868. december 7. – Budapest, 1931. szeptember 13.) Budapest rendőrfőkapitány-helyettese volt. Édesapja, Rohrbacher Vendel (1838–1910) adóhivatali segédtiszt Tatán. Édesanyja a tatai születésű Horváth Ágnes.

## Életpályája
Elemi iskoláit a tatai római katolikus fiú iskolában (Piac tér) végezte, majd a piarista atyák négy osztályos kisgimnáziumában (1878–1882) tanult. A gimnázium 5–8. osztályát Győrben a bencések gimnáziumában, 1887-ben végezte el. Érettségi után a budapesti Pázmány Péter Tudományegyetemre iratkozott be, ahol 1891-ben jogi diplomát szerzett. 1891–1893 között közigazgatási gyakornok volt Győrben. 1892-ben nevét Rédei-re változtatta, i-vel a végén. A magyar királyi Belügyminiszter engedélye alapján 1927-től y-nal, Rédey alakban használta. 1893-tól – Sélley Sándor budapesti rendőrség főkapitányának meghívására – Budapesten rendőrségi fogalmazóként dolgozott. 1899-től kerületi kapitány lett. 1922-től a budapesti rendőrfőkapitány helyettese. 1926-ban vonult nyugdíjba. 

## Családja
1894. augusztus 27-én feleségül vette a győri Wölft Katicát. Apja 1910. június 4-én, hetvenkét éves korában Tatán váratlanul meghalt. A Környei úti temetőben június 6-án Mohl Adolf apát-plébános temette el.
1931-ben, 63 éves korában hunyt el, a Farkasréti temetőben temették el.

## Írásai
„Irodalmi” tevékenységéről néhány adat. Tárcákat, kisebb történelmi, archeológiai és heraldikai cikkeket írt; munkatársa volt a Budapesti Újságnak; a Komárom megyei Közlönynek; 1890. szeptember 1-jétől pedig a Győri Közlöny munkatársa. 1899. május végétől július végéig szerkesztette a Tata-Tóvárosi Híradót is.
Később a Rendőrségi Lapok főmunkatársa tíz éven át. Bockelberg Ede rendőrfelügyelővel együtt szerkesztette a Budapesti Útmutató című rendőrségi zsebkönyvet, melyet a legénység az utcán útbaigazításul használt. A fentebb említett lapokban mintegy 400 szakcikke jelent meg, önálló kiadványainak száma meghaladja a tucatot.

## Főbb publikációi

### Helytörténeti munkái
- Mi volt Tata a rómaiak alatt. - In: Tata-Tóvárosi Híradó 1886. VII. évf. 51. szám
- Tata város pecsétei és czímerei. - In: Tata-Tóvárosi Híradó 1887. VIII. évf. 4 -7. szám.
- Tata története. Tata, 1888. A szerző kiadása. Engländer C. Könyvnyomdája. 244 p. – Hasonmáskiadás kísérő tanulmánnyal. Tata, 2010.
- Adalékok Tata történetéhez. - In: Tata-Tóvárosi Híradó 1913. 34. évf. 37-41., 43., 47-48., 50. és 52. szám.
- A tatai majolika. - In: Holics, Tata, Stomfa. Írták: Divald Kornél, Siklóssy László, Rédey Miklós, Török Kálmán. - Bp. 1917. (A magyar keramika története sorozat. Szerk. Siklóssy László)
- A török fürdők. - In: Tata-Tóvárosi Híradó 1925. 46. évf. 20. szám.
- Bevezetés a magyar rendőri jog alaptanaiba.
- Tata vidéke a történelem előtti időkben. - In: Tata-Tóvárosi Híradó 1926. 47. évf. 1. szám.
- A tatai hőforrások szerepe a római korban. - In: Tata-Tóvárosi Híradó 1926. 47. évf. 7-8 szám.
- A Tatában levő római emlékek. - In: Tata-Tóvárosi Híradó 1926. 47. évf. 13-15. szám.

### Rendőri szakmai munkái
- Rendőrségi lexicon / szerk. Rédey Miklós, Laky Imre. - Budapest : Stephaneum Ny., 1903.
- Budapesti útmutató: rendőrségi zsebkönyv / szerk. Rédey Miklós [et al.]. - Budapest : Rédey Miklós : Bokelberg Ede, 1901-1913.
- Rédey Miklós: A magyar gyülekezeti jog gyakorlati kézikönyve / Rédey Miklós. - [S.l.] : [S.n.], 1903
- Nyomozási eljárás bünügyekben. A 130.000/VB. 1899. sz. belügyminiszteri rendelettel kiadott utasitás. [Komm.], példatár: Rédey Miklós. - Bp : Stephaneum Ny, 1900.
- Magyarország városi rendőrsége és annak újjászervezése, a közigazgatás államosítására / Rédey Miklós. - [S.l.] : [S.n.], 1892.
- A rendőri szolgálat vezérfonala / Rédey Miklós. - [S.l.] : [S.n.], 1916.
- Rendőri eljárás körébe vágó újabb rendeletek és utasítások gyűjteménye / összeáll. Rédey Miklós. - [S.l.] : [S.n.], 1897.
- Közigazgatási és Rendőri Tanácsadó / szerk. Rédey Miklós. - Budapest : Stádium, [1929]-

## Kitüntetése
1916-ban elnyerte Ferenc József-rend lovagkeresztjét.

## Emléke

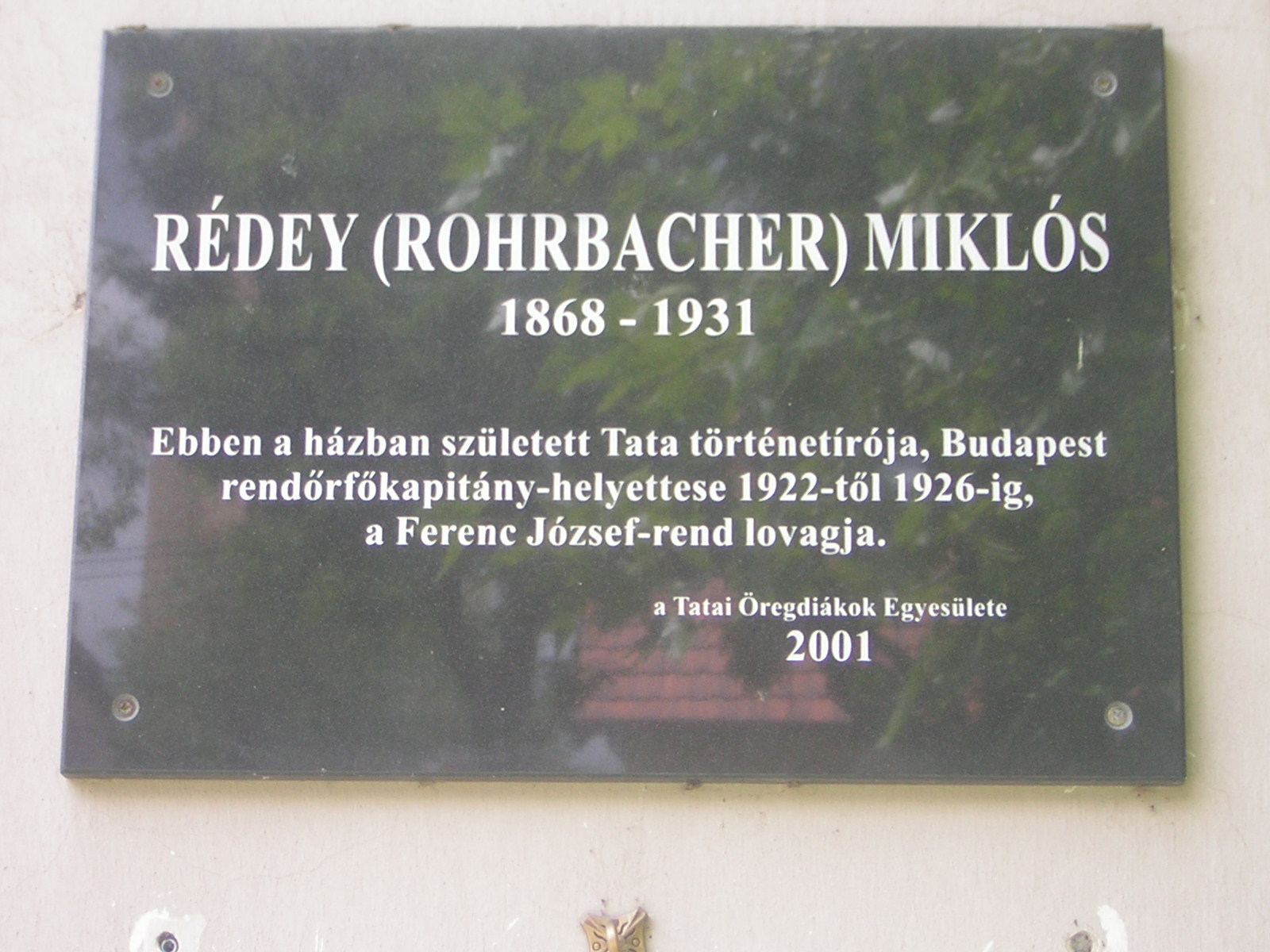
Rohrbacher Miklós emléktábla Tatán a Fazekas utca 57. számú házon

Halálának 70. évfordulója alkalmából 2001. május 26-án emléktáblát helyeztek el szülőházán, a tatai Fazekas u. 57. számú házon. Szövege:
RÉDEY (ROHRBACHER) MIKLÓS

(1868 – 1931)
Ebben a házban született Tata történetírója,

Budapest rendőrfőkapitány-helyettese 1922-1926-ig,

A Ferenc József-rend lovagja.
A Tatai Öregdiákok Egyesülete, 2001.